# ヒュウガナツ
ヒュウガナツ（日向夏、学名: Citrus tamurana）は、ミカン科ミカン属の常緑低木の柑橘類。原産地は宮崎県で、江戸時代に発見された。果実は皮も果肉も黄色く食用とし、苦味もほとんどない。別名、「小夏」「ニューサマーオレンジ」。

## 起源
原産地は宮崎県で、1820年に宮崎市の真方安太郎の邸内で偶発実生として自生しているのが発見された。発見時には酸味が強く、食べられることはなかったが、その後に広く栽培され始めた。
現在は宮崎県以外（高知県、愛媛県、熊本県、静岡県伊豆半島、神奈川県西部など）でも栽培されているが、他県では小夏（こなつ）や土佐小夏（とさこなつ）、ニューサマーオレンジという別称で出荷されていることが多い。
宮崎県の木原果樹会が1992年から宮崎大学農学部の指導の下に温室での「種なし栽培」に取り組み、その結果「種なし日向夏」ができるようになった。

## 名前
宮崎県属だった教育者の田村利親(1856-1934、高知県出身)が宮崎で栽培されている「カンキツ」が優秀であることを認め、1887年に「日向夏蜜柑」と命名した。田村は日向夏の穂木と苗木を高知県長岡郡新改村（現・香美郡土佐山田町）の実家の父・利保に送り、そこから苗木の増殖・栽培が始まったと言われる。日向夏を世に紹介した功労者である田村利親の名前を記念し、学名は柑橘研究の世界的大家として知られる田中長三郎により、Citrus Tamurana Hort.TANAKA（シトラス・タムラナ)と命名された。

## 特徴
ヒュウガナツはユズに由来する在来品種と考えられていたが、タチバナが花粉親であることが遺伝解析で推定されている（種子親は不明）。

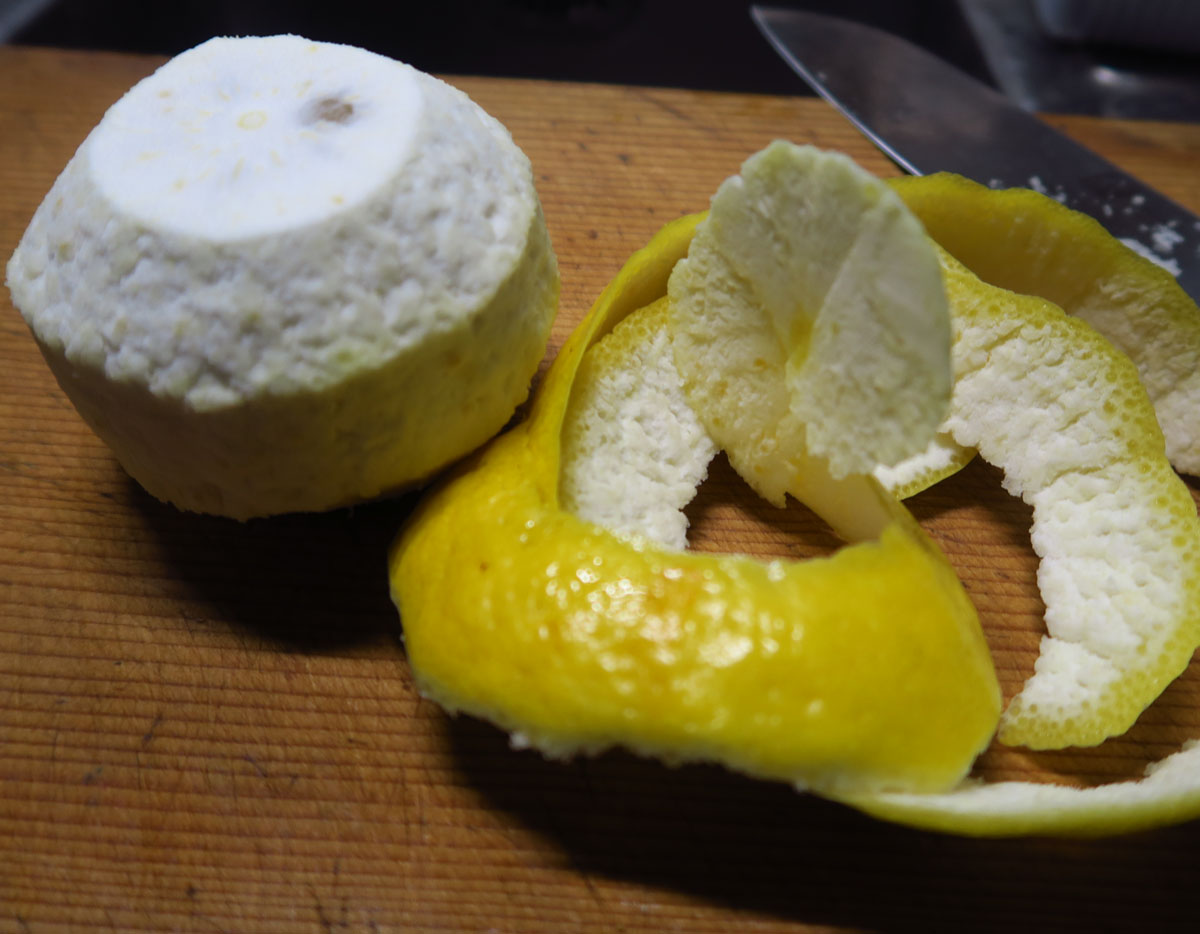
日向夏のむき方。ワタが多めに残るように皮を剥く。

6月頃に成熟する果実は温州みかんよりやや大きく、約300グラム (g) ある。表皮は黄色で厚さがあり、果肉は酸味があり甘さが控えめで独特の風味が強い。どちらかというと、グレープフルーツやレモンの味に近い。表皮は温州みかんと比べるとでこぼこが少なく、のっぺりとしている。
他の柑橘類とは違い、果実の表皮における白い部分（内果皮、アルベド、ワタ）もそのまま食べられるので、皮の黄色い表面（外果皮）だけを薄く剥いで食べるほうがよい。この白い部分はふかふかとした食感であり、苦みや渋みはない。

日本における収穫量は2005年が5,386 トン、2010年が5,714 トンであり、その内訳は宮崎県55%、高知県28%となっている。

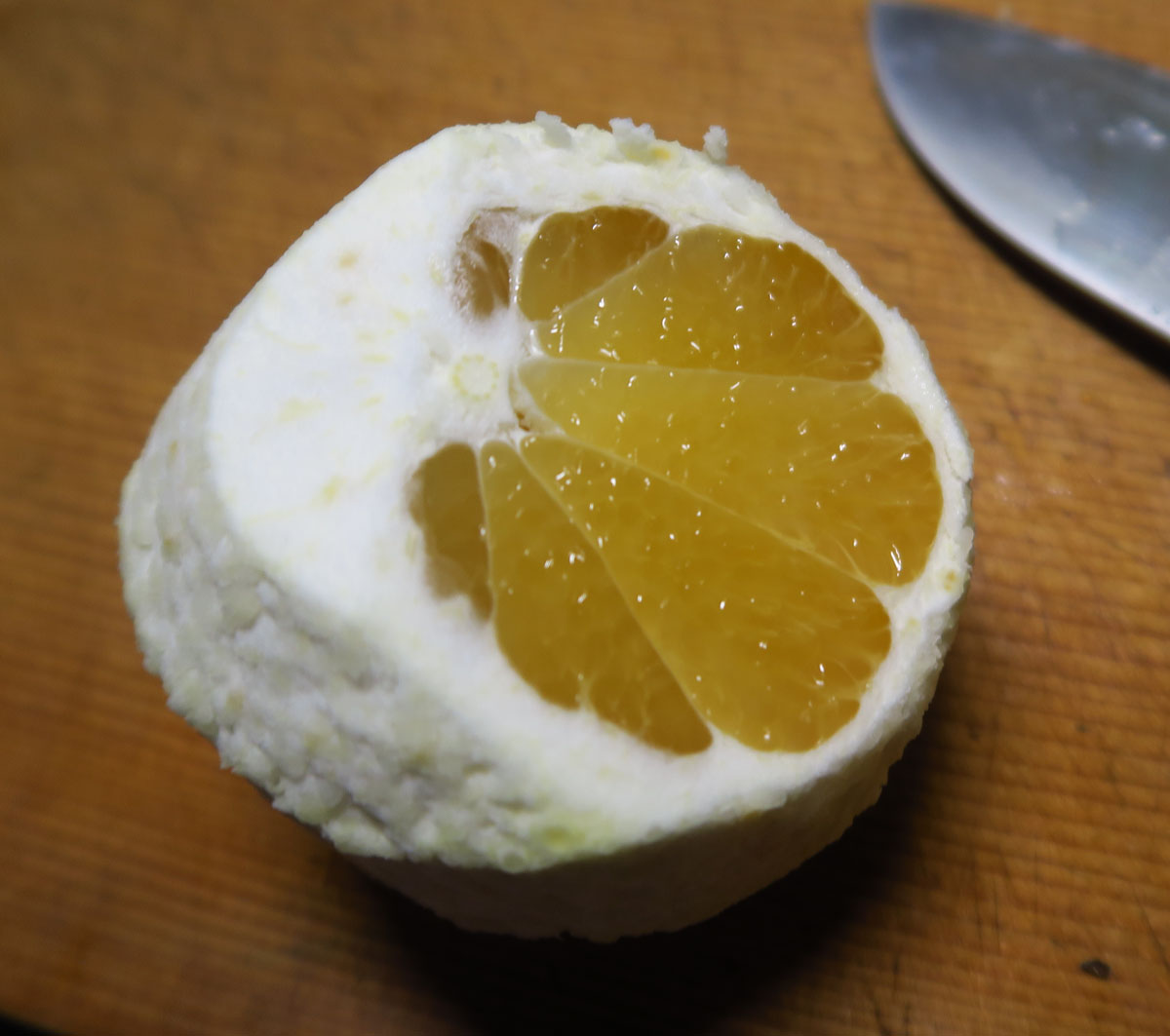
削ぎ切りにしたところ。わたがしっかり入るように斜めに切り落としていくと見た目もきれいだし、ワタの味を楽しめる。

## 変異種
枝変わり等による変異種には以下のものがある。
- 「室戸小夏」：高知県で発見された「日向夏」の枝変わりで、無核性で果実の大きさは小（100~120g）で「日向夏」よりかなり小さい[10]。
- 「白鳥日向」：静岡県賀茂郡で発見された「日向夏」の変異種。「日向夏」と比較して、果実が大きく果面は平滑で種は少ない[11]。
- 「宿毛小夏」：高知県で発見された「日向夏」の変異樹であり、「日向夏」と比較して、酸味が少なく成熟期が早い[12]。ざく切りにして食べる。これで半個分。

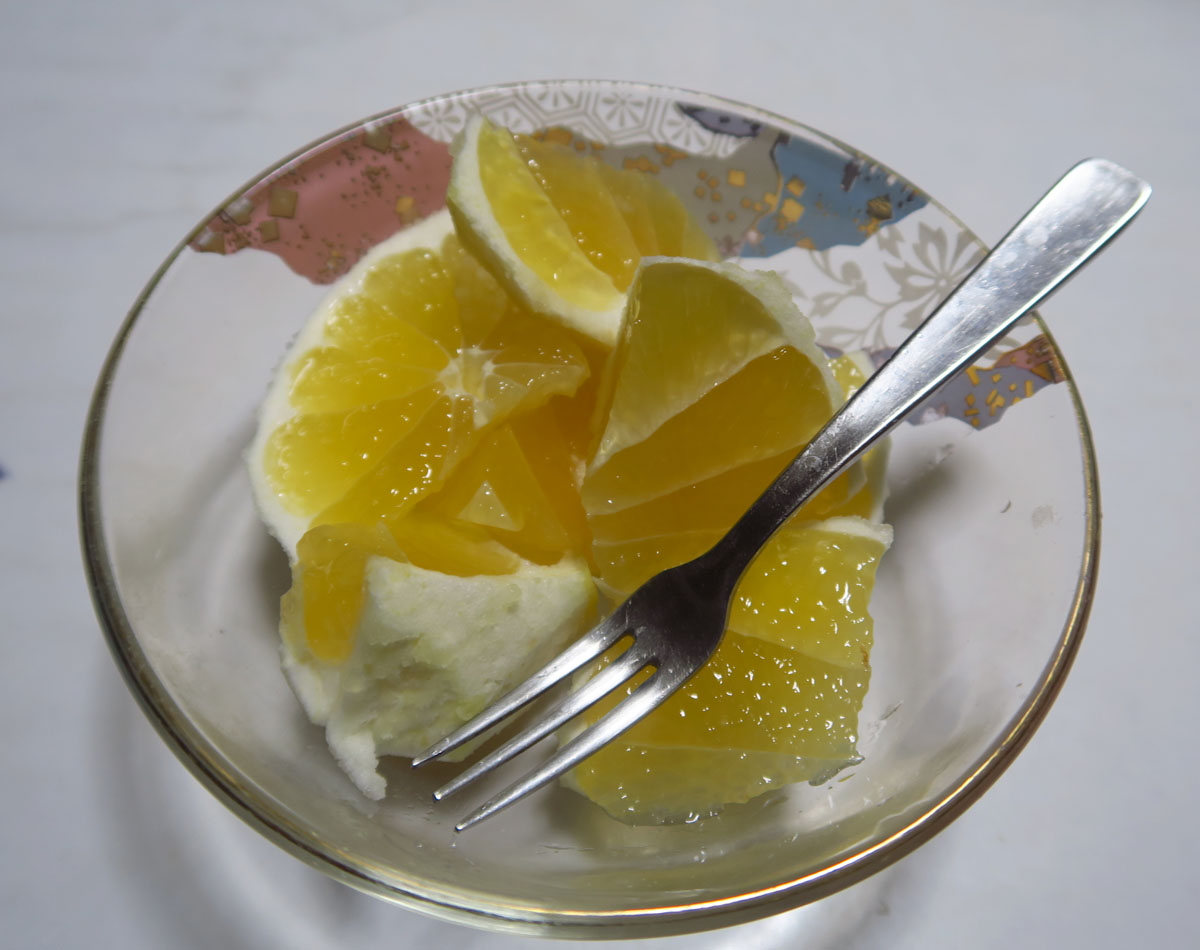
ざく切りにして食べる。これで半個分。

- 「西内小夏」：高知県で発見された「日向夏」の枝変わりで、種子の数は少ない。「日向夏」、「室戸小夏」及び「宿毛小夏」と比較して，自家不和合性が弱く生理落果が少ない[13]。
- 「井原日向」：静岡県賀茂郡で発見された「日向夏」の変異種。「日向夏」と比較して樹勢はやや開帳であり、「白鳥日向」と比較すると樹勢は強く種子数は多い[14]。
- 「松岡小夏」：高知県で発見された「宿毛小夏」の枝変わり。「宿毛小夏」と比較して、果梗部放射条溝が多い。「西内小夏」と比較して、果梗部放射条溝が多く成熟期が早い[15]。

## 育種親としての利用
「日向夏」を育種親等とする品種には以下のものがある。
- 「阿波オレンジ」：「日向夏」に「トロビタオレンジ」を交配したもの[16]。
- 「ひめのつき」：「アンコール」に「日向夏」を交配したもの[17]。
- 「KKM7号」：「日向夏」に「かんきつ中間母本農１号」を交配したもの[18]。
- 「エクリーク118」：「日向夏」に「今津ポンカン」の珠心胚実生を接ぎ木した接合部から発生した周縁キメラから育成したもの[19]。
- 「はるか」：「日向夏」の自然交雑実生から育成したもの[20]。
- 「カンキツ口之津41号」：「日向夏」の茎頂にコルヒチン処理をして育成したもの[21]。
- 「はるひ」：「興津46号」に「阿波オレンジ」を交配したもの[22]。
- 「璃の香」：「リスボンレモン」に「日向夏」を交配したもの[23]。

## 食べ方
- そのまま食べたり（黄色い外果皮は剥く）、果汁を絞ってジュースにする。
- 外果皮を剥いた後に、ふかふかの白い皮を多く残すようにスライスし、砂糖をかけて食べる。
- 太巻きの中の具や餃子の具にする。宮崎県発祥と言われるレタス巻きの具にも使用される。
- 皮を利用してマーマレードにする。
- 一般的な柑橘類と同じく果実酒にする。

## その他
- 九州限定のジャイアントポッキー（Pocky）に日向の夏みかんがある。
- 宮崎駅前には2020年に、ヒュウガナツをかたどった「日向夏ポスト」が設置された[24]。

## ギャラリー

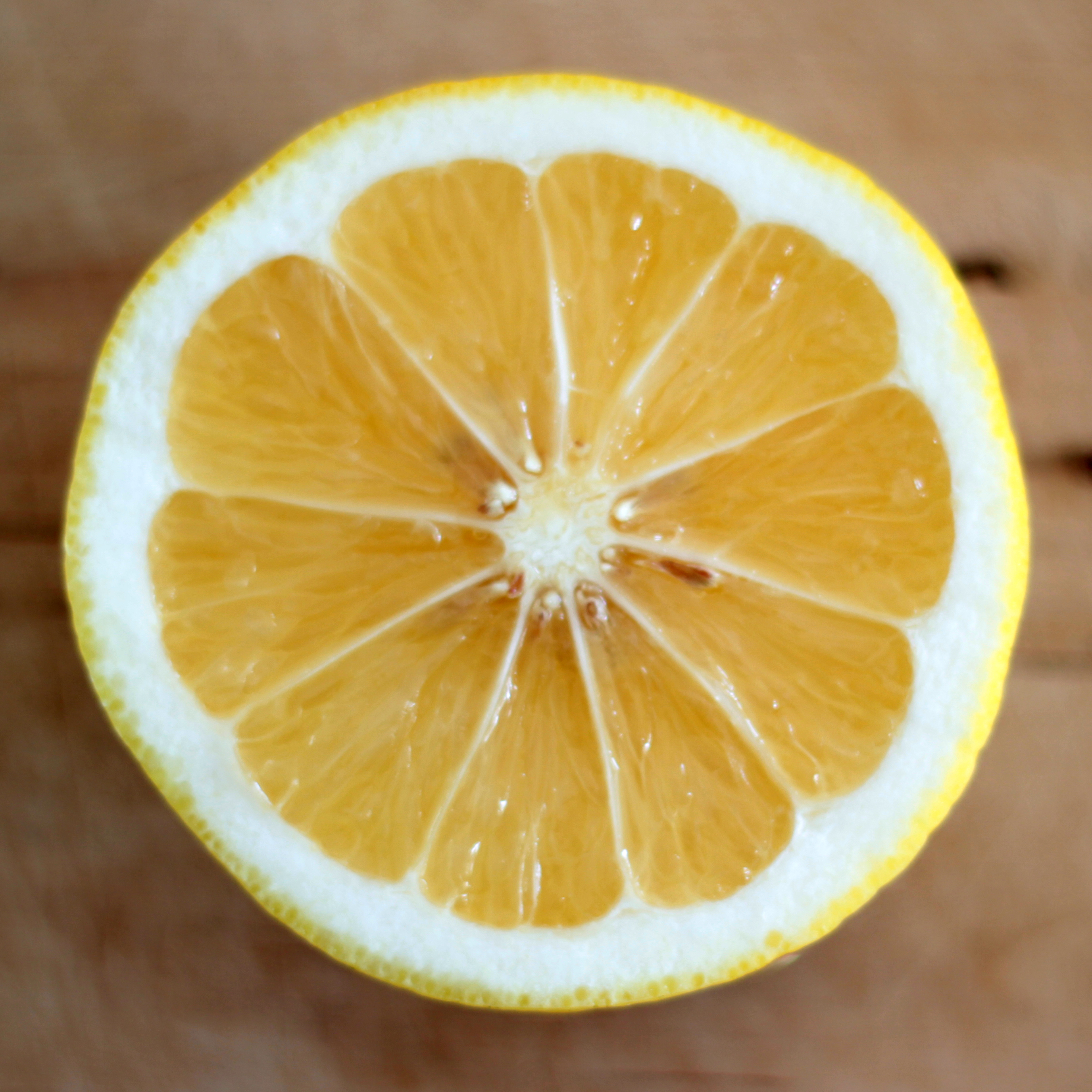
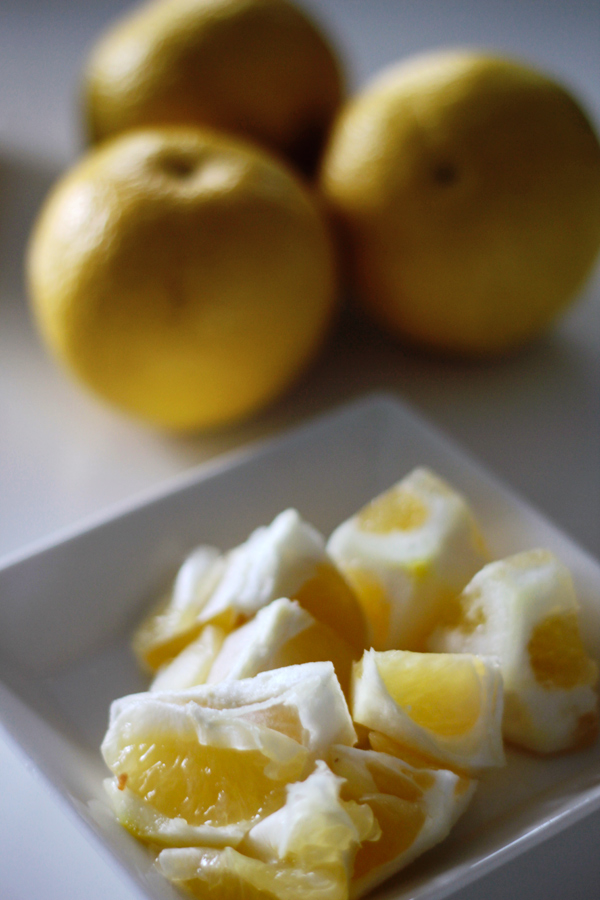
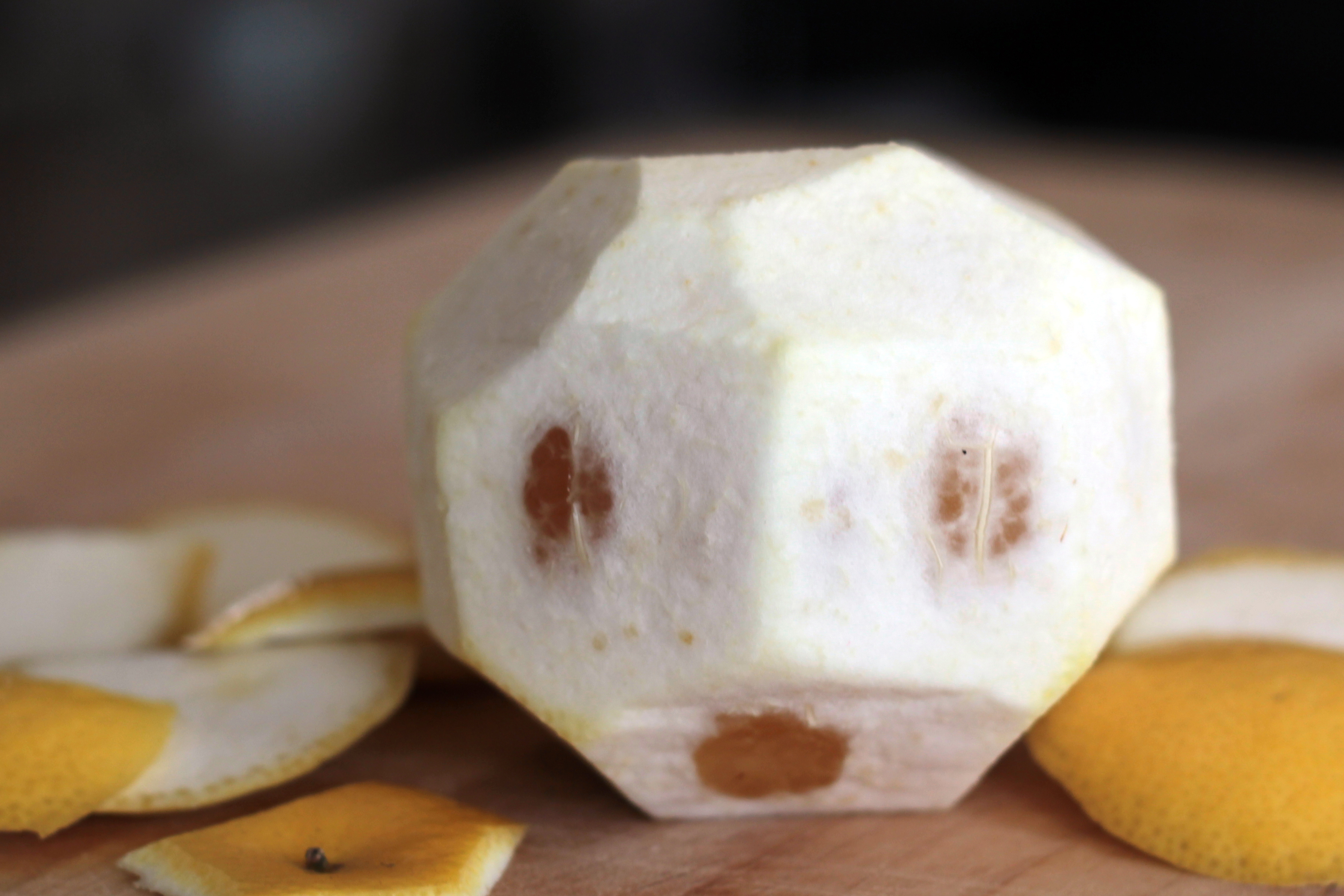
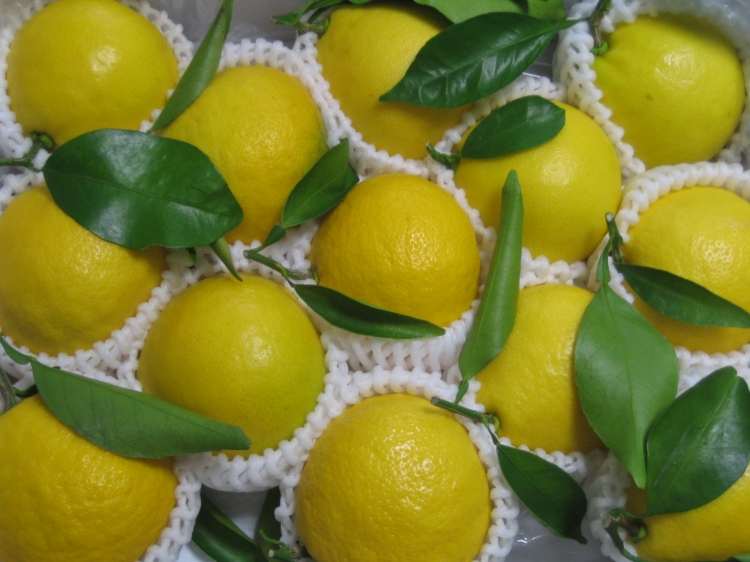
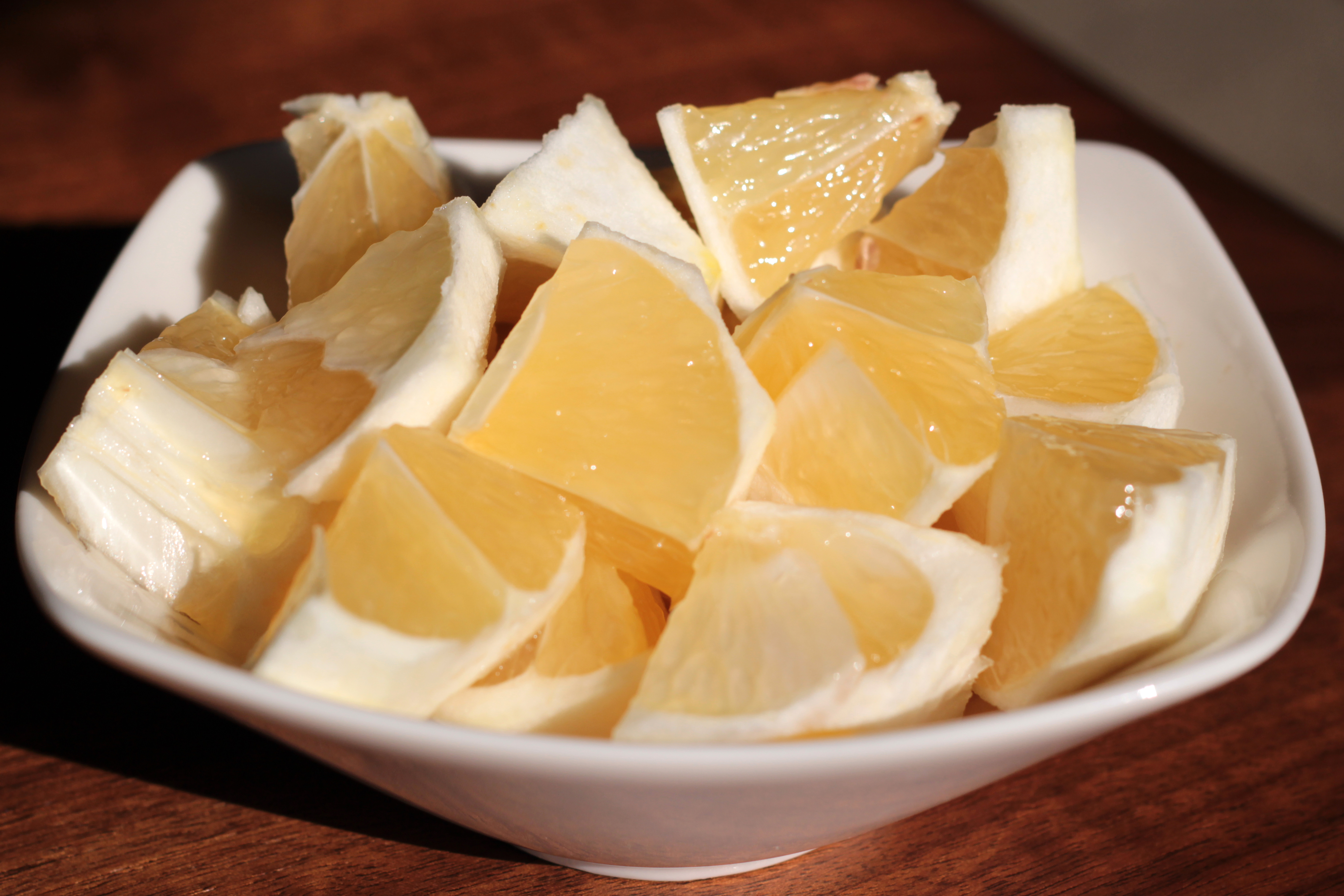